# Боронали
Иоахим-Рафаэль Боронали (фр. Joachim-Raphaël Boronali, анаграмма слова aliboron — осёл) — вымышленный художник, от имени которого на 26-й выставке парижского «Салона Независимых» (18 марта — 1 мая 1910 года) была представлена картина «И солнце уснуло над Адриатикой» (фр. Et le soleil s’endormit sur l’Adriatique). От лица художника Боронали был опубликован манифест «школы эксцессивистов».
Почти сразу же мистификация была раскрыта её же создателями — журналистом Роланом Доржелесом и другими сотрудниками парижского юмористического журнала «Fantasio», — и авторы объявили, что картина была написана хвостом осла по имени Лоло (осёл принадлежал «папаше Фреде» — Фредерику Жерару, совладельцу кабаре «Проворный кролик»).
Цитата из манифеста:

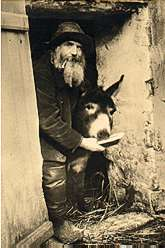
Папаша Фреде со своим ослом Лоло. Ок. 1910

«Чрезмерность во всём — это сила, единственная сила! Солнце никогда не может быть слишком жарким, небо слишком зелёным, отдалённое море слишком красным, сумерки слишком чёрными… Истребим бессмысленные музеи! Долой постыдную рутину ремесленников, изготовляющих конфетные коробки вместо картин! Не нужно ни линий, ни рисунка, ни ремесла, но да здравствует ослепительная фантазия и воображение!»

История этой остроумной и, несомненно, рекламной для устроителей «Салона Независимых» мистификации не замедлила попасть и на страницы российских газет: «Мистификация» («Голос Москвы», 19 марта 1910), «Осёл-художник» («Новое время», 28 марта 1910),  «Выставка независимых в Париже» («Новая русь», 2 апреля 1910), и уже в мае Илья Репин, обрушивая свой гнев на французских и русских художников-новаторов, представленных в Петербурге на Первом «Салоне» Издебского, уподоблял их живопись картинам, написанным ослиным хвостом:

«Ослу привязали к хвосту кисть, подставили под хвост палитру с красками и холст. Осла кормили чем-то лакомым: от удовольствия он махал хвостом, и вышла картина Сезанна».
(Репин И. «Салон Издебского» // «Биржевые ведомости», 20 мая 1910)

В честь этой акции  русская художественная группа «Ослиный хвост» взяла название для своей первой выставки, открывшейся 11 марта 1912 года в залах Московского училища живописи, ваяния и зодчества.